# FIA-Formel-3-Rennwochenende in Österreich 2024
Das FIA-Formel-3-Rennwochenende in Österreich 2024 war der sechste Lauf der FIA-Formel-3-Meisterschaft 2024 und fand vom 28. bis 30. Juni auf dem Red Bull Ring in Spielberg statt.

## Meldeliste
Alle Teams und Fahrer verwendeten das Dallara-Chassis F3 2019, 3,4-Liter-V6-Saugmotoren von Mecachrome und Reifen von Pirelli.
| Team                  | Nr. | Fahrer                   | Chassis         | Motor             | Reifen |
| --------------------- | --- | ------------------------ | --------------- | ----------------- | ------ |
| Prema Racing          | 01  | Dino Beganovic           | Dallara F3 2019 | Mecachrome 3.4 V6 | P      |
| Prema Racing          | 02  | Gabriele Minì            | Dallara F3 2019 | Mecachrome 3.4 V6 | P      |
| Prema Racing          | 03  | Arvid Lindblad           | Dallara F3 2019 | Mecachrome 3.4 V6 | P      |
| Trident               | 04  | Leonardo Fornaroli       | Dallara F3 2019 | Mecachrome 3.4 V6 | P      |
| Trident               | 05  | Sami Meguetounif         | Dallara F3 2019 | Mecachrome 3.4 V6 | P      |
| Trident               | 06  | Santiago Ramos           | Dallara F3 2019 | Mecachrome 3.4 V6 | P      |
| MP Motorsport         | 07  | Tim Tramnitz             | Dallara F3 2019 | Mecachrome 3.4 V6 | P      |
| MP Motorsport         | 08  | Kacper Sztuka            | Dallara F3 2019 | Mecachrome 3.4 V6 | P      |
| MP Motorsport         | 09  | Alex Dunne               | Dallara F3 2019 | Mecachrome 3.4 V6 | P      |
| Campos Racing         | 10  | Oliver Goethe            | Dallara F3 2019 | Mecachrome 3.4 V6 | P      |
| Campos Racing         | 11  | Sebastián Montoya        | Dallara F3 2019 | Mecachrome 3.4 V6 | P      |
| Campos Racing         | 12  | Mari Boya                | Dallara F3 2019 | Mecachrome 3.4 V6 | P      |
| Hitech Pulse-Eight    | 14  | Luke Browning            | Dallara F3 2019 | Mecachrome 3.4 V6 | P      |
| Hitech Pulse-Eight    | 15  | Martinius Stenshorne     | Dallara F3 2019 | Mecachrome 3.4 V6 | P      |
| Hitech Pulse-Eight    | 16  | Cian Shields             | Dallara F3 2019 | Mecachrome 3.4 V6 | P      |
| Jenzer Motorsport     | 17  | Charlie Wurz             | Dallara F3 2019 | Mecachrome 3.4 V6 | P      |
| Jenzer Motorsport     | 18  | Max Esterson             | Dallara F3 2019 | Mecachrome 3.4 V6 | P      |
| Jenzer Motorsport     | 19  | Matías Zagazeta          | Dallara F3 2019 | Mecachrome 3.4 V6 | P      |
| Van Amersfoort Racing | 20  | Noel León                | Dallara F3 2019 | Mecachrome 3.4 V6 | P      |
| Van Amersfoort Racing | 21  | Sophia Flörsch           | Dallara F3 2019 | Mecachrome 3.4 V6 | P      |
| Van Amersfoort Racing | 22  | Tommy Smith              | Dallara F3 2019 | Mecachrome 3.4 V6 | P      |
| ART Grand Prix        | 23  | Christian Mansell        | Dallara F3 2019 | Mecachrome 3.4 V6 | P      |
| ART Grand Prix        | 24  | Laurens van Hoepen       | Dallara F3 2019 | Mecachrome 3.4 V6 | P      |
| ART Grand Prix        | 25  | Nikola Zolow             | Dallara F3 2019 | Mecachrome 3.4 V6 | P      |
| AIX Racing            | 26  | Tasanapol Inthraphuvasak | Dallara F3 2019 | Mecachrome 3.4 V6 | P      |
| AIX Racing            | 27  | Nikita Bedrin            | Dallara F3 2019 | Mecachrome 3.4 V6 | P      |
| AIX Racing            | 28  | Joshua Dufek             | Dallara F3 2019 | Mecachrome 3.4 V6 | P      |
| Rodin Motorsport      | 29  | Callum Voisin            | Dallara F3 2019 | Mecachrome 3.4 V6 | P      |
| Rodin Motorsport      | 30  | Piotr Wiśnicki           | Dallara F3 2019 | Mecachrome 3.4 V6 | P      |
| Rodin Motorsport      | 31  | Joseph Loake             | Dallara F3 2019 | Mecachrome 3.4 V6 | P      |

## Klassifikationen

### Qualifying
| Pos.                                                                                     | Fahrer                   | Team                  | Zeit     | SPR | HAU |
| ---------------------------------------------------------------------------------------- | ------------------------ | --------------------- | -------- | --- | --- |
| 01                                                                                       | Luke Browning            | Hitech Pulse-Eight    | 1:20,222 | 12  | 01  |
| 02                                                                                       | Arvid Lindblad           | Prema Racing          | 1:20,306 | 11  | 02  |
| 03                                                                                       | Tim Tramnitz             | MP Motorsport         | 1:20,411 | 10  | 03  |
| 04                                                                                       | Gabriele Minì            | Prema Racing          | 1:20,417 | 09  | 04  |
| 05                                                                                       | Dino Beganovic           | Prema Racing          | 1:20,424 | 08  | 05  |
| 06                                                                                       | Oliver Goethe            | Campos Racing         | 1:20,467 | 07  | 06  |
| 07                                                                                       | Laurens van Hoepen       | ART Grand Prix        | 1:20,517 | 06  | 07  |
| 08                                                                                       | Sebastián Montoya        | Campos Racing         | 1:20,548 | 05  | 08  |
| 09                                                                                       | Alex Dunne               | MP Motorsport         | 1:20,563 | 04  | 09  |
| 10                                                                                       | Nikola Zolow             | ART Grand Prix        | 1:20,567 | 03  | 10  |
| 11                                                                                       | Christian Mansell        | ART Grand Prix        | 1:20,609 | 02  | 11  |
| 12                                                                                       | Martinius Stenshorne     | Hitech Pulse-Eight    | 1:20,665 | 01  | 12  |
| 13                                                                                       | Noel León                | Van Amersfoort Racing | 1:20,680 | 13  | 13  |
| 14                                                                                       | Nikita Bedrin            | AIX Racing            | 1:20,865 | 14  | 14  |
| 15                                                                                       | Santiago Ramos           | Trident               | 1:20,986 | 15  | 15  |
| 16                                                                                       | Sami Meguetounif         | Trident               | 1:20,989 | 16  | 16  |
| 17                                                                                       | Cian Shields             | Hitech Pulse-Eight    | 1:20,998 | 17  | 17  |
| 18                                                                                       | Max Esterson             | Jenzer Motorsport     | 1:21,034 | 18  | 18  |
| 19                                                                                       | Sophia Flörsch           | Van Amersfoort Racing | 1:21,056 | 19  | 19  |
| 20                                                                                       | Joshua Dufek             | AIX Racing            | 1:21,071 | 20  | 20  |
| 21                                                                                       | Tommy Smith              | Van Amersfoort Racing | 1:21,076 | 21  | 21  |
| 22                                                                                       | Mari Boya                | Campos Racing         | 1:21,078 | 22  | 22  |
| 23                                                                                       | Matías Zagazeta          | Jenzer Motorsport     | 1:21,131 | 23  | 23  |
| 24                                                                                       | Leonardo Fornaroli       | Trident               | 1:21,160 | 24  | 24  |
| 25                                                                                       | Kacper Sztuka            | MP Motorsport         | 1:21,299 | 25  | 25  |
| 26                                                                                       | Charlie Wurz             | Jenzer Motorsport     | 1:21,403 | 26  | 26  |
| 27                                                                                       | Tasanapol Inthraphuvasak | AIX Racing            | 1:21,486 | 27  | 27  |
| 28                                                                                       | Joseph Loake             | Rodin Carlin          | 1:21,675 | 28  | 28  |
| 29                                                                                       | Callum Voisin            | Rodin Carlin          | 1:21,988 | 29  | 29  |
| 30                                                                                       | Piotr Wiśnicki           | Rodin Carlin          | 1:22,058 | 30  | 30  |
| 107-Prozent-Zeit: 1:25,838 min (bezogen auf die Pole-Position-Bestzeit von 1:20,222 min) |                          |                       |          |     |     |
| Quelle:                                                                                  |                          |                       |          |     |     |

### Sprintrennen
| Pos.                                                                         | Fahrer                   | Team                  | Runden | Zeit      | Start | Schnellste Runde |
| ---------------------------------------------------------------------------- | ------------------------ | --------------------- | ------ | --------- | ----- | ---------------- |
| 01                                                                           | Nikola Zolow             | ART Grand Prix        | 21     | 34:24,710 | 03    | 1:23,420 (07.)   |
| 02                                                                           | Martinius Stenshorne     | Hitech Pulse-Eight    | 21     | + 0,673   | 01    | 1:23,904 (08.)   |
| 03                                                                           | Christian Mansell        | ART Grand Prix        | 21     | + 1,244   | 02    | 1:23,783 (06.)   |
| 04                                                                           | Alex Dunne               | MP Motorsport         | 21     | + 1,647   | 04    | 1:23,891 (07.)   |
| 05                                                                           | Laurens van Hoepen       | ART Grand Prix        | 21     | + 3,168   | 06    | 1:23,731 (08.)   |
| 06                                                                           | Gabriele Minì            | Prema Racing          | 21     | + 3,496   | 09    | 1:23,781 (07.)   |
| 07                                                                           | Oliver Goethe            | Campos Racing         | 21     | + 3,751   | 07    | 1:23,595 (07.)   |
| 08                                                                           | Tim Tramnitz             | MP Motorsport         | 21     | + 4,053   | 10    | 1:23,833 (07.)   |
| 09                                                                           | Noel León                | Van Amersfoort Racing | 21     | + 4,498   | 12    | 1:23,828 (07.)   |
| 10                                                                           | Sami Meguetounif         | Trident               | 21     | + 4,886   | 16    | 1:23,824 (09.)   |
| 11                                                                           | Luke Browning            | Hitech Pulse-Eight    | 21     | + 5,258   | 15    | 1:23,855 (08.)   |
| 12                                                                           | Leonardo Fornaroli       | Trident               | 21     | + 6,118   | 24    | 1:23,640 (08.)   |
| 13                                                                           | Nikita Bedrin            | AIX Racing            | 21     | + 7,077   | 13    | 1:23,842 (09.)   |
| 14                                                                           | Callum Voisin            | Rodin Carlin          | 21     | + 7,634   | 29    | 1:23,873 (09.)   |
| 15                                                                           | Dino Beganovic           | Prema Racing          | 21     | + 7,690   | 08    | 1:24,114 (11.)   |
| 16                                                                           | Cian Shields             | Hitech Pulse-Eight    | 21     | + 8,318   | 17    | 1:23,932 (08.)   |
| 17                                                                           | Matías Zagazeta          | Jenzer Motorsport     | 21     | + 8,617   | 23    | 1:23,880 (08.)   |
| 18                                                                           | Max Esterson             | Jenzer Motorsport     | 21     | + 8,726   | 18    | 1:23,862 (08.)   |
| 19                                                                           | Joseph Loake             | Rodin Carlin          | 21     | + 9,162   | 28    | 1:24,494 (12.)   |
| 20                                                                           | Charlie Wurz             | Jenzer Motorsport     | 21     | + 9,519   | 26    | 1:24,548 (07.)   |
| 21                                                                           | Tommy Smith              | Van Amersfoort Racing | 21     | + 9,811   | 21    | 1:24,531 (08.)   |
| 22                                                                           | Mari Boya                | Campos Racing         | 21     | + 10,759  | 22    | 1:23,663 (09.)   |
| 23                                                                           | Piotr Wiśnicki           | Rodin Carlin          | 21     | + 10,976  | 30    | 1:24,502 (08.)   |
| 24                                                                           | Santiago Ramos           | Trident               | 21     | + 11,094  | 14    | 1:24,461 (12.)   |
| 25                                                                           | Joshua Dufek             | AIX Racing            | 21     | + 11,350  | 20    | 1:24,399 (08.)   |
| 26                                                                           | Sophia Flörsch           | Van Amersfoort Racing | 21     | + 11,767  | 19    | 1:24,179 (07.)   |
| 27                                                                           | Tasanapol Inthraphuvasak | AIX Racing            | 21     | + 20,645  | 27    | 1:24,679 (10.)   |
| –                                                                            | Arvid Lindblad           | Prema Racing          | 17     | DNF       | 11    | 1:23,834 (09.)   |
| –                                                                            | Sebastián Montoya        | Campos Racing         | 16     | DNF       | 05    | 1:23,789 (07.)   |
| –                                                                            | Kacper Sztuka            | MP Motorsport         | 0      | DNF       | 25    | keine Zeit       |
| Schnellste Rennrunde, die für Punkte berechtigt ist: Nikola Zolow (1:23,420) |                          |                       |        |           |       |                  |
| Quelle:                                                                      |                          |                       |        |           |       |                  |

### Hauptrennen
| Pos.                                                                               | Fahrer                   | Team                  | Runden | Zeit       | Start | Schnellste Runde |
| ---------------------------------------------------------------------------------- | ------------------------ | --------------------- | ------ | ---------- | ----- | ---------------- |
| 01                                                                                 | Luke Browning            | Hitech Pulse-Eight    | 26     | 37:22,286  | 01    | 1:24,206 (04.)   |
| 02                                                                                 | Gabriele Minì            | Prema Racing          | 26     | + 1,685    | 04    | 1:24,041 (05.)   |
| 03                                                                                 | Dino Beganovic           | Prema Racing          | 26     | + 2,154    | 05    | 1:23,972 (04.)   |
| 04                                                                                 | Christian Mansell        | ART Grand Prix        | 26     | + 2,568    | 11    | 1:23,874 (06.)   |
| 05                                                                                 | Oliver Goethe            | Campos Racing         | 26     | + 3,172    | 06    | 1:24,098 (04.)   |
| 06                                                                                 | Nikola Zolow             | ART Grand Prix        | 26     | + 7,103    | 10    | 1:23,881 (03.)   |
| 07                                                                                 | Arvid Lindblad           | Prema Racing          | 26     | + 7,803    | 02    | 1:24,059 (05.)   |
| 08                                                                                 | Laurens van Hoepen       | ART Grand Prix        | 26     | + 9,912    | 07    | 1:23,647 (05.)   |
| 09                                                                                 | Leonardo Fornaroli       | Trident               | 26     | + 10,280   | 24    | 1:24,139 (08.)   |
| 10                                                                                 | Alex Dunne               | MP Motorsport         | 26     | + 13,453   | 09    | 1:24,106 (04.)   |
| 11                                                                                 | Sophia Flörsch           | Van Amersfoort Racing | 26     | + 13,877   | 19    | 1:24,050 (07.)   |
| 12                                                                                 | Martinius Stenshorne     | Hitech Pulse-Eight    | 26     | + 14,097   | 12    | 1:23,722 (05.)   |
| 13                                                                                 | Santiago Ramos           | Trident               | 26     | + 14,568   | 15    | 1:24,260 (06.)   |
| 14                                                                                 | Matías Zagazeta          | Jenzer Motorsport     | 26     | + 17,918   | 23    | 1:23,627 (03.)   |
| 15                                                                                 | Tim Tramnitz             | MP Motorsport         | 26     | + 18,356   | 03    | 1:23,764 (06.)   |
| 16                                                                                 | Kacper Sztuka            | MP Motorsport         | 26     | + 21,323   | 25    | 1:24,276 (04.)   |
| 17                                                                                 | Max Esterson             | Jenzer Motorsport     | 26     | + 22,259   | 18    | 1:24,101 (05.)   |
| 18                                                                                 | Mari Boya                | Campos Racing         | 26     | + 28,984   | 22    | 1:23,906 (07.)   |
| 19                                                                                 | Piotr Wiśnicki           | Rodin Carlin          | 26     | + 30,171   | 30    | 1:23,359 (03.)   |
| 20                                                                                 | Sami Meguetounif         | Trident               | 26     | + 33,932   | 16    | 1:23,755 (05.)   |
| 21                                                                                 | Cian Shields             | Hitech Pulse-Eight    | 26     | + 38,975   | 17    | 1:24,261 (06.)   |
| 22                                                                                 | Tommy Smith              | Van Amersfoort Racing | 26     | + 41,837   | 21    | 1:24,314 (06.)   |
| 23                                                                                 | Noel León                | Van Amersfoort Racing | 26     | + 47,633   | 13    | 1:24,022 (06.)   |
| 24                                                                                 | Joseph Loake             | Rodin Carlin          | 26     | + 1:00,601 | 28    | 1:23,818 (05.)   |
| 25                                                                                 | Callum Voisin            | Rodin Carlin          | 26     | + 1:16,678 | 29    | 1:23,787 (06.)   |
| 26                                                                                 | Tasanapol Inthraphuvasak | AIX Racing            | 26     | + 1:22,062 | 27    | 1:24,289 (05.)   |
| 27                                                                                 | Charlie Wurz             | Jenzer Motorsport     | 25     | + 1 Runde  | 26    | 1:24,050 (04.)   |
| –                                                                                  | Nikita Bedrin            | AIX Racing            | 10     | DNF        | 14    | 1:23,953 (04.)   |
| –                                                                                  | Joshua Dufek             | AIX Racing            | 05     | DNF        | 20    | 1:24,371 (03.)   |
| –                                                                                  | Sebastián Montoya        | Campos Racing         | 05     | DNF        | 08    | 1:23,830 (04.)   |
| Schnellste Rennrunde, die für Punkte berechtigt ist: Laurens van Hoepen (1:23,647) |                          |                       |        |            |       |                  |
| Quelle:                                                                            |                          |                       |        |            |       |                  |

Anmerkungen
1. ↑  Alex Dunne erhielt eine Zehn-Sekunden-Strafe (Verursachung eines Unfalles), die auf die Endzeit aufaddiert wurde; er verlor vier Positionen im Endresultat.
2. ↑  Martinius Stenshorne erhielt eine Fünf-Sekunden-Strafe (Abkürzen), die auf die Endzeit aufaddiert wurde; er verlor vier Positionen im Endresultat.
3. ↑  Tim Tramnitz erhielt eine Zehn-Sekunden-Strafe (Verursachung eines Unfalles), die auf die Endzeit aufaddiert wurde; er verlor sieben Positionen im Endresultat.
4. ↑  Mari Boya erhielt zwei Fünf-Sekunden-Strafe (Abkürzen und Verursachung eines Unfalles), die auf die Endzeit aufaddiert wurde; er verlor zwei Positionen im Endresultat.
5. ↑  Sami Meguetounif erhielt drei Fünf-Sekunden-Strafen (mehrmaliges Abkürzen), die auf die Endzeit aufaddiert wurde; er verlor vier Positionen im Endresultat.
6. ↑  Cian Shields erhielt drei Fünf-Sekunden-Strafen (mehrmaliges Abkürzen), die auf die Endzeit aufaddiert wurde; er verlor drei Positionen im Endresultat.
7. ↑  Tommy Smith erhielt eine Fünf-Sekunden-Strafe (Abkürzen), die auf die Endzeit aufaddiert wurde; er verlor eine Position im Endresultat.
8. ↑  Callum Voisin erhielt eine Zehn-Sekunden-Strafe (Verursachung eines Unfalles), die auf die Endzeit aufaddiert wurde; er verlor keine Positionen im Endresultat.

## Meisterschafts-Stände nach dem Rennwochenende
Beim Hauptrennen (HAU) bekamen die ersten Zehn des Rennens 25, 18, 15, 12, 10, 8, 6, 4, 2 bzw. 1 Punkt(e). Beim Sprintrennen (SPR) erhielten die ersten Zehn des Rennens 10, 9, 8, 7, 6, 5, 4, 3, 2 bzw. 1 Punkt(e). Die zusätzlichen zwei Punkte für die Pole-Position im Hauptrennen gingen an Luke Browning, der Extrapunkt für die schnellste Rennrunde wurde an Laurens van Hoepen (HAU) sowie Nikola Zolow (SPR) vergeben.

### Fahrerwertung
| Pos. | Fahrer               | Team                  | Punkte |
| ---- | -------------------- | --------------------- | ------ |
| 01   | Luke Browning        | Hitech Pulse-Eight    | 106    |
| 02   | Gabriele Minì        | Prema Racing          | 95     |
| 03   | Leonardo Fornaroli   | Trident               | 86     |
| 04   | Dino Beganovic       | Prema Racing          | 80     |
| 05   | Christian Mansell    | ART Grand Prix        | 78     |
| 06   | Arvid Lindblad       | Prema Racing          | 77     |
| 07   | Oliver Goethe        | Campos Racing         | 77     |
| 08   | Tim Tramnitz         | MP Motorsport         | 47     |
| 09   | Laurens van Hoepen   | ART Grand Prix        | 47     |
| 10   | Nikola Zolow         | ART Grand Prix        | 44     |
| 11   | Mari Boya            | Campos Racing         | 40     |
| 12   | Sami Meguetounif     | Trident               | 39     |
| 13   | Alex Dunne           | MP Motorsport         | 29     |
| 14   | Martinius Stenshorne | Hitech Pulse-Eight    | 26     |
| 15   | Noel León            | Van Amersfoort Racing | 24     |
| 16   | Santiago Ramos       | Trident               | 18     |

| Pos. | Fahrer                   | Team                  | Punkte |
| ---- | ------------------------ | --------------------- | ------ |
| 17   | Sebastián Montoya        | Campos Racing         | 12     |
| 18   | Charlie Wurz             | Jenzer Motorsport     | 10     |
| 19   | Joseph Loake             | Rodin Carlin          | 8      |
| 20   | Kacper Sztuka            | MP Motorsport         | 6      |
| 21   | Nikita Bedrin            | AIX Racing            | 6      |
| 22   | Max Esterson             | Jenzer Motorsport     | 5      |
| 23   | Sophia Flörsch           | Van Amersfoort Racing | 0      |
| 24   | Callum Voisin            | Rodin Carlin          | 0      |
| 25   | Tommy Smith              | Van Amersfoort Racing | 0      |
| 26   | Matías Zagazeta          | Jenzer Motorsport     | 0      |
| 27   | Cian Shields             | Hitech Pulse-Eight    | 0      |
| 28   | Joshua Dufek             | AIX Racing            | 0      |
| 29   | Tasanapol Inthraphuvasak | AIX Racing            | 0      |
| 30   | Piotr Wiśnicki           | Rodin Carlin          | 0      |
| 31   | James Hedley             | Jenzer Motorsport     | 0      |

### Teamwertung
| Pos. | Konstrukteur       | Punkte |
| ---- | ------------------ | ------ |
| 01   | Prema Racing       | 252    |
| 02   | ART Grand Prix     | 169    |
| 03   | Trident            | 143    |
| 04   | Hitech Pulse-Eight | 132    |
| 05   | Campos Racing      | 129    |

| Pos. | Konstrukteur          | Punkte |
| ---- | --------------------- | ------ |
| 06   | MP Motorsport         | 82     |
| 07   | Van Amersfoort Racing | 24     |
| 08   | Jenzer Motorsport     | 15     |
| 09   | Rodin Motorsport      | 8      |
| 10   | AIX Racing            | 0      |